# Zdeněk Kalista
Zdeněk Kalista (22. července 1900 Benátky nad Jizerou – 17. června 1982 Praha) byl český katolický historik, básník, literární kritik, editor a překladatel.

## Život
Zdeněk Kalista se narodil v rodině učitele. V roce 1919 maturoval na gymnáziu v Mladé Boleslavi. Dále vystudoval na filozofické fakultě Univerzity Karlovy historii, dějiny výtvarných umění a klasickou archeologii, byl žákem Josefa Pekaře, Jaroslava Bidla a Hynka Vysockého. Pod Pekařovým vedením napsal dizertační práci o Humprechtu Černínovi z Chudenic. Obhájil ji roku 1923. V roce 1924 byl promován doktorem filozofie. V témže roce začal pracovat jako asistent Historického semináře. V letech 1921–1923 byl místopředsedou Literární skupiny, od roku 1928 členem výboru Kruhu českých spisovatelů. Svá díla zpočátku podepisoval též jako Z. V. Kalista. Roku 1931 se na filozofické fakultě UK habilitoval prací Mládí Humprechta Jana Černína z Chudenic, docentem byl jmenován roku 1932. Jmenování profesorem se připravovalo od roku 1938, ale kvůli uzavření českých vysokých škol k němu nedošlo. Na filozofické fakultě Univerzity Karlovy v Praze tedy souvisle působil v letech 1924–1939 a 1945–1948. Po roce 1948 musel pro své pravicové názory a katolické smýšlení z univerzity odejít.
Stal se jednou z obětí politických procesů – v roce 1951 byl zatčen a 4. července 1952 v tzv. procesu se Zelenou internacionálou proti katolické inteligenci odsouzen k trestu odnětí svobody na 15 let. V odůvodnění rozsudku mj. stálo: "Patří mezi ty traviče studní, kteří ve službách Vatikánu a vší politické a hospodářské reakce vyzdvihují právě ony epochy českých dějin, které znamenají úpadek českého národa a české kultury, aby tím lid byl odvracován od skvělých revolučních tradic svých dějin." V roce 1960 byl propuštěn a odešel do penze. V roce 1966 rehabilitován. V tomto období psal lektorské posudky pro různá nakladatelství a věnoval se překladatelské práci. V letech 1968–1969 přednášel jako mimořádný profesor na Univerzitě Karlově.
Zemřel v roce 1982, pohřbený je na hřbitově v Nových Benátkách. Jeho pozůstalost je uložena v Literárním archivu Památníku národního písemnictví.

## Tvorba
Publikoval v řadě českých i zahraničních literárních a historických periodik (Host, Cesta, Červen, Kmen, Orfeus, Apolon, Český časopis historický, Památky archeologické, Filozofická revue, Lidová demokracie, Obroda, Arch, Literární listy, Romboid, Sešity). Jako autor hesel se podílel i na Masarykově slovníku naučném.
Svým historickým dílem se zasloužil o znovuobnovený zájem o české baroko: Z legend českého baroka (1934), České baroko (1941), Tvář baroka (1982). Překládal převážně z francouzské literatury (Guillaume Apollinaire, Jules Romains). Pod názvem Bílá Hora a francouzská politika (1936) přeložil Tapiého disertační práci La Politique étrangère de la France et le début de la guerre de Trente Ans (1616–1621) zabývající se česko-francouzskými vztahy na počátku třicetileté války.

## Dílo
- Ráj srdce (1922) – Objevuje se pokora a křesťanské motivy. Původně měla sbírka nést název Host do domu, ale s přítelem Wolkerem si název vyměnili. Výměna názvů sbírek je ovšem s největší pravděpodobností Kalistovou mystifikací.[3]
- Jediný svět (1923)
- Diviš Černín (1932)
- Mládí Humprechta Jana Černína z Chudenic (1932)
- Kamarád Wolker (1933)
- Z legend českého baroka (1934)
- Úvod do politické ideologie českého baroka (1934)
- Národní motiv úcty svatoprokopské a svatopetrská legenda z roku 1618 (1935)
- Italský skicář (eseje) (1938)
- Doba Karla IV. (1939)
- Čechové, kteří tvořili dějiny světa (1939)
- Bohuslav Balbín (1939), rozš. vyd. 1967
- Anežka Přemyslovna – portrét ze sbírky Královny a kněžny české (1940)
- Zikmund Myslík z Hršova (1940)
- Blahoslavená Zdislava (1941)
- Josef Pekař (1941, 1994)
- České baroko (1941)
- Cesty ve znamení kříže : dopisy a zprávy českých misionářů XVII.–XVIII. věku ze zámořských krajů (1941, 1947)
- Hněvej se ty na mne nebo nehněvej (epigramy) (1941)
- Korespondence Zuzany Černínové z Harasova s jejím synem Humprechtem Janem Černínem z Chudenic (1941)
- Barokní tradice v našem divadle novodobém (1944)
- Klementinum (1945)
- Stručný přehled československých dějin do roku 1306 (1945)
- Co nám lhali o našich dějinách (1947)
- Stručné dějiny Československa (1947, 1992)
- Cesty historikovy (1947)
- Matěj Vierius (1969)
- Blahoslavená Zdislava (1969)
- Listy z dějin české gotiky (1969, doplněné vydání 1991)
- Město mezi horami (1969)
- Tváře ve stínu (Medailony) (1969)
- Listy synu Alšovi o umění (1970)
- Česká barokní gotika a její žďárské ohnisko (1970)
- O jedné knihovničce a mládencích kolem ní (1970)
- Karel IV. Jeho duchovní tvář (1971)
- Bedřich Bridel (1971)
- Přátelství a osud (Korespondence s Jiřím Wolkerem) (1978)
- Svědectví o Františku Křelinovi (1978)
- Tvář baroka (Mnichov 1982, Londýn 1983, 1992)
- Ctihodná Marie Elekta Ježíšova. Po stopách české mystiky v českém baroku (Řím 1975, 1992)
- Cesta po českých hradech a zámcích aneb Mezi tím, co je, a tím, co není (1993, 2003)
- Veliká noc (1993)
- Století andělů a ďáblů. Jihočeský barok (1994)
- Po proudu života II (1997)
- Po proudu života IV. a V. (rukopis vzpomínek uložený v Literárním archívu Památníku národního písemnictví)
- Česká barokní pouť: k religionizitě českého lidu v době barokní (2001)
- Valdštejn : historie odcizení a snu (2002)
- Setkání se snem aneb Finlandia (2012)